# Smerinthus tripartitus
Smerinthus tripartitus är en fjärilsart som beskrevs av Augustus Radcliffe Grote 1886. Smerinthus tripartitus ingår i släktet Smerinthus och familjen svärmare. Inga underarter finns listade i Catalogue of Life.